# 아름다운 우리가곡
아름다운 우리가곡은 KBS 3라디오(수도권 FM 104.9㎒, AM 1134㎑)에서 방송되는 5분 가곡 프로그램이다.
진행자는 김태규 아나운서이며, 생방송은 매일 아침 8시부터 아침 8시 5분까지, 재방송은 매일 오후 4시부터 오후 4시 5분까지, 그리고 KBS 한민족방송(AM 972㎑, 단파 6015㎑, AM 1170㎑) 본방송은 매일 밤 12시부터 밤 12시 5분까지, 토요일 한정 재방송은 토요일 오후 3시 2분부터 오후 3시 7분까지이다.

## 역사
2017년 3월 12일에 첫방송을 시작했으며, 원래는 일요일에만 방송됐으나, 2019년 9월 16일부터 매일 방송으로 확대되었고, 일요일에만 방송된 시기에는 방송 내용을 매주 한 번씩만 방송하는 방식이었으나, 매일 방송으로 확대된 이후부터는 똑같은 방송 내용을 매주 일주일 동안 방송하는 방식으로 특이 사항이 변경되었다.

## 역대 방송시간
| 방송 채널                  | 방송 기간                         | 방송 시간 |
| -------------------------- | --------------------------------- | --- |
| KBS 3라디오                | 2017년 3월 12일 ~ 2018년 9월 30일 | 매주 일요일 오후 3:00 ~ 오후 3:05 |
| KBS 3라디오                | 2019년 9월 16일 ~ 2021년 6월 27일 | 매일 아침 8:00 ~ 아침 8:05 (생방송), 매일 오후 4:00 ~ 오후 4:05 (재방송) |
| KBS 3라디오 KBS 1라디오    | 2018년 10월 7일 ~ 2019년 3월 3일  | 매주 일요일 오후 3:00 ~ 오후 3:05 (3R 생방송), 매주 일요일 새벽 1:00 ~ 새벽 1:05 (1R 본방송)                                                                                            |
| KBS 3라디오 KBS 1라디오    | 2019년 3월 10일 ~ 2019년 9월 15일 | 매주 일요일 오후 3:00 ~ 오후 3:05 (3R 생방송), 매주 월요일 새벽 2:00 ~ 새벽 2:05 (3R 재방송), 매주 일요일 새벽 1:00 ~ 새벽 1:05 (1R 본방송)                                             |
| KBS 3라디오 KBS 한민족방송 | 2021년 6월 28일 ~ 2025년 4월 13일 | 매일 아침 8:00 ~ 아침 8:05 (3R 생방송), 매일 오후 4:00 ~ 오후 4:05 (3R 재방송), 매주 토요일 오후 3:02 ~ 오후 3:07 (한민족 토요일 한정 본방송)                                           |
| KBS 3라디오 KBS 한민족방송 | 2025년 4월 14일 ~ 현재            | 매일 아침 8:00 ~ 아침 8:05 (3R 생방송), 매일 오후 4:00 ~ 오후 4:05 (3R 재방송), 매일 밤 12:00 ~ 밤 12:05 (한민족 본방송), 매주 토요일 오후 3:02 ~ 오후 3:07 (한민족 토요일 한정 재방송) |

## 시그널 음악
- 양희은 - 나무와 아이

| KBS 3라디오                   |                         |                                                                 |
| 이전                          | 아름다운 우리가곡       | 다음                                                            |
| 5분 여행기, 구석구석 코리아   | 아름다운 우리가곡       | 건강 365                                                        |
| 아침 7시 54분 ~ 아침 7시 59분 | 아침 8시 ~ 아침 8시 5분 | 평일 아침 8시 5분 ~ 아침 8시 55분, 주말 아침 8시 5분 ~ 아침 9시 |
|                               |                         |                                                                 |

| KBS 3라디오                                                      |                            |                                                                 |
| 이전                                                             | 아름다운 우리가곡 (재방송) | 다음                                                            |
| 공감 코리아, 우리는 한국인 (월~토요일), 명사들의 책읽기 (일요일) | 아름다운 우리가곡 (재방송) | 건강 365 (재방송)                                               |
| 오후 3시 ~ 오후 4시                                              | 오후 4시 ~ 오후 4시 5분    | 평일 오후 4시 5분 ~ 오후 4시 55분, 주말 오후 4시 5분 ~ 오후 5시 |
|                                                                  |                            |                                                                 |

| KBS 한민족방송                                                        |                       |                        |
| 이전                                                                  | 아름다운 우리가곡     | 다음                   |
| 오늘과 내일 (평일), 자유를 찾아 온 사람들 (주말), 기상통보 (밤 11:55) | 아름다운 우리가곡     | 통일열차               |
| 밤 11시 ~ 밤 12시                                                     | 밤 12시 ~ 밤 12시 5분 | 밤 12시 5분 ~ 새벽 1시 |
|                                                                       |                       |                        |

| KBS 한민족방송 토요일 프로그램                |                             |                         |
| 이전                                          | 아름다운 우리가곡 (재방송)  | 다음                    |
| 광복 80년 KBS 라디오 캠페인 <밸류업 대한민국> | 아름다운 우리가곡 (재방송)  | 경제세미나              |
| 오후 3시 ~ 오후 3시 2분                       | 오후 3시 2분 ~ 오후 3시 7분 | 오후 3시 7분 ~ 오후 4시 |
|                                               |                             |                         |